# Buszraja Hammudi Bajun
Buszraja Hammudi Bajun (ar. بوشراية حمودي بيون; ur. w 1954 w Ad-Dachla) – saharyjski polityk i dyplomata, trzykrotny premier Sahary Zachodniej (w latach 1993–1995, 1999–2003 i ponownie od 2020 roku). Pełnił także dwukrotnie urząd ministra handlu oraz ministra spraw wewnętrznych.
W latach 2008–2016 był ambasadorem Sahary Zachodniej w Hiszpanii, a od 2016 do 2020 przedstawicielem tego kraju w Algierii.

## Życiorys
Ukończył ekonomię na Uniwersytecie w Hawanie. Był członkiem armii Frontu Polisario i brał udział w walkach przeciwko Maroku.
29 grudnia 1985 został ministrem handlu i rozwoju w rządzie Muhammada al-Amina wuld Ahmada (który to wcześniej pełnił funkcję ministra handlu). 19 września 1993 roku został wybrany premierem Sahary Zachodniej. Stanowisko to pełnił do 8 września 1995 roku. Powrócił następnie na stanowisko ministra handlu. 10 lutego 1999 roku ponownie został wybrany na stanowisko premiera zastępując Mahfuza Ali Bajbę. Został jednocześnie ministrem spraw wewnętrznych. Wnioskował o przeprowadzenie przez ONZ referendum niepodległościowego w Saharze Zachodniej, nawet gdyby miało to skutkować przyłączeniem do Maroka. Krytycznie wypowiadał się także na temat króla Muhammada VI, zarzucając mu łamanie praw ludu Sahrawi. Zakończył urzędowanie 29 października 2003 roku.
Po zakończeniu pełnienia funkcji premiera został gubernatorem wilajetu Smara. W 2008 roku został przedstawicielem Sahary Zachodniej w Hiszpanii. 9 stycznia 2016 roku zastąpił Ibrahima Ghaliego na stanowisku ambasadora Sahary Zachodniej w Algierii. 13 stycznia 2020 roku został ponownie wybrany premierem.